# Livet-en-Saosnois

Livet-en-Saosnois este o comună în departamentul Sarthe, Franța. În 2009 avea o populație de 77 de locuitori.